# インドシナ半島

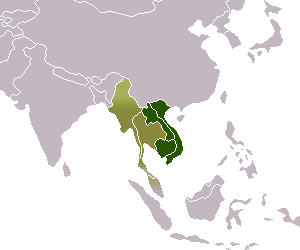
インドシナ半島：旧フランス領インドシナのベトナム、ラオス、カンボジア（濃い緑）およびタイ、ミャンマーの半島地域（薄い緑）

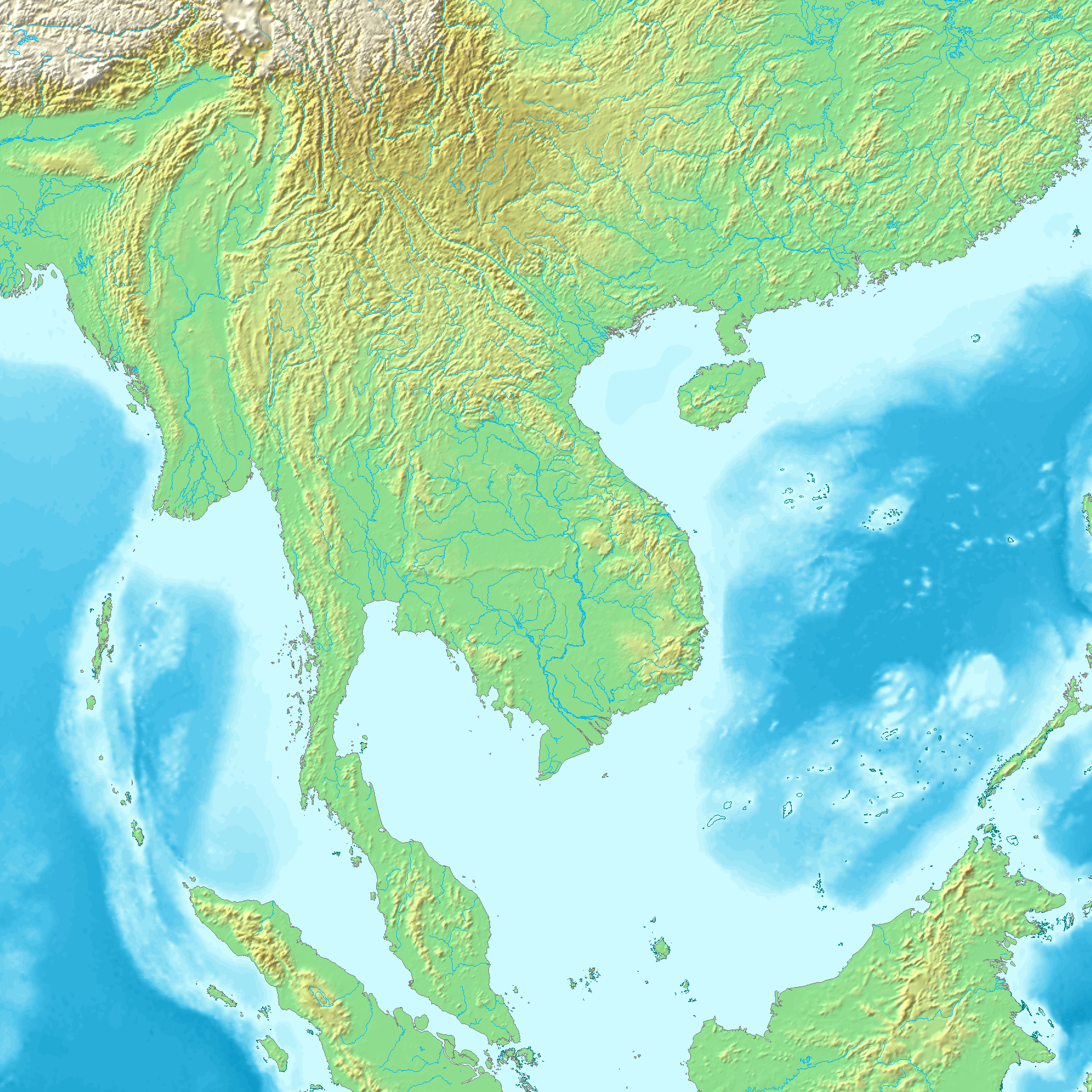
東南アジアの地形図

インドシナ半島（インドシナはんとう、印度支那半島、フランス語: la Péninsule indochinoise、中国語: 中南半岛、ベトナム語: Bán đảo Đông Dương、ラーオ語: ແຫຼມອິນດູຈີນ、クメール語: ឧបទ្វីបឥណ្ឌូចិន、タイ語: คาบสมุทรอินโดจีน、ビルマ語: အင်ဒိုချိုင်းနားကျွန်းဆွယ်ဒေသ）は、中国の南、インド亜大陸の東にある東南アジアの半島である。
ベトナム語では Bán đảo Đông Dương（東洋半島、チュハン：半島東洋）である。

## 概要
この地域はインドシナ（仏: Indochine）と呼ばれ、インドと中国（支那）に挟まれている地理特徴からフランスによって名付けられた。具体的には、ベトナム、ラオス、カンボジアの3ヶ国に加え、タイとミャンマー両国のマレー半島の部分を除く地域がインドシナと呼ばれる。ただし、マレー半島をも含めてインドシナ半島やインドシナと呼ぶ場合もある。
一方、フランスから「インドシナ」という場合などには、旧仏領インドシナ地域のみを指していることがある。ベトナムではこの地域を、西洋に対して、アジアの中心であるという意味も含めて、「インドシナ」ではなく「Đông Dương（東洋）」と呼んでいる。
このような「狭義のインドシナ」については、仏領インドシナを参照。このフランス領インドシナ旧構成3国と英領インドシナであったミャンマーをインドシナ4国（CLMV）という場合もある。

## 歴史

### 英仏による進出
ベトナム、ラオス、カンボジアの3ヶ国（狭義のインドシナ）はかつてフランス領インドシナだった。フランスが英国とのプラッシーの戦いで敗北してインドから撤退、植民地政策をインドシナに向けたため、ベトナムとの戦争で保護国化、カンボジアとラオスはタイから宗主権を委譲されて保護国、植民地化した。一方、インドを植民地化した英国はインドに近いミャンマーをインド植民地に併合（のちにビルマ植民地に分離）した。

### 日本による介入
一時、日本はフレンチインディア（フランス領インドシナ）と英領インドシナ（ミャンマー）を占領して、日本保護下で半独立国としてベトナム皇帝・カンボジア王・ラオス王による君主制とし、ビルマでは英国が王を追放して直轄植民地としたことから君主制にせず、総統を元首とする共和制とした（いずれも日本後押しの傀儡政権とみられ、現政権は連続性を認めていない）。
しかし、4か国はラオスとミャンマーが微少に国境を接するだけであったことから、英仏衝突の弊害は軽度で済んだ。

#### 日本介入時のインドシナ諸国
ベトナム帝国
カンボジア王国 (1954年-1970年)
ラオス王国
ビルマ国

### 独立～現在
その後、4か国は日本が戦争に敗れると英仏から独立するが、ベトナム・ラオスは共産主義政権、カンボジア・ミャンマーは共産主義の影響を受けたことがあるとして、「インドシナ4国」（4か国の頭文字からCLMV）と総称される。
これらの国々は未加盟の東ティモールを除けば、東南アジアでは東南アジア諸国連合への加盟は最後発にあたる。タイはこれらインドシナ4国に三方を囲まれているが、英仏によるインドシナ4国介入の影響から植民地化は免れ、政治・経済上などでインドシナ諸国と呼ぶ場合は含まれない（マレーシアを含めた最広義のインドシナには含まれる）。2021年、ビルマで軍事クーデターが勃発して政権が変わり、構成4国すべてが再び独裁国家となった。

## 民族
古くからバンチェン、ホアビン、ドンソンなどの先史文化が栄え、インド文明や中国文明の影響を受けたカンボジア人、タイ人、ビルマ人、ベトナム人や数多くの少数民族が住居する。

## 形成
半島の東側は南シナ海、西側はベンガル湾に面する。東部にはアンナン山脈、西部にはアラカン山脈があり、その間をメコン川、チャオプラヤー川、エーヤワディー川などが北から南へ流れ、下流地域では広大な三角州を形成している。

## 備考
一部の旅行会社等がインドシナに含まれる「シナ」を差別用語だとして、インドシナを英語における呼称に準じてインドチャイナと呼びかえる（書き換える）動きがある。韓国では実際に、中国との国交正常化後、「インドシナ」から「インドチャイナ」に言い換えている。なお、北朝鮮では、「インディアチナ」と呼んでいる。しかしインドシナが差別的文脈で使われる事例は皆無のため、この動きは一般化していない。
中国では、日本向けの言語月刊誌『人民中国』などで、東シナ海や南シナ海については、東中国海や南中国海としていたが、インドシナはそのままカタカナで表記されていた。中国では最近まで、「印度支那半島」がごく普通に用いられていた。しかし現在は、中国の南にあるという意味で、中南半島が推奨されている。